# Aristocrat Records
Aristocrat Records est un label discographique américain de blues et jazz, anciennement basé à Chicago, dans l'Illinois, actif entre 1947 et 1951.

## Histoire
Aristocrat Records est fondé en avril 1947 à Chicago par Charles et Evelyn Aron avec leurs partenaires Fred et Mildred Brount et Art Spiegel.
Il se spécialise d'abord dans la pop et la musique afro-américaine. En septembre de la même année, Leonard Chess, alors propriétaire avec son frère d'une boîte de nuit, investit dans le jeune label puis, au fur et à mesure, éclipse les autres et, en 1948, seuls lui Evelyn Aron s'occupent de la société. C'est cette année-là que Muddy Waters enregistre un 78 tours (Aristocrat 1305) qui comporte deux titres : I Can't Be Satisfied et I Feel Like Going Home et dont les ventes sont excellentes. À partir de 1950, Leonard et son frère Phil deviennent les seuls propriétaires du label, qu'ils renomment en Chess Records.

## Artistes
- Jo Jo Adams
- Tom Archia
- Robert Nighthawk
- Andrew Tibbs
- Muddy Waters